# よしいよしこ
よしいよしこ（よしい よしこ、4月17日 - ）は、日本の女性ナレーター。茨城県石岡市出身。獨協大学ドイツ語学科卒業。

## 出演作品

### 番組

#### NHK
- 100分de名著
- 妻たちの仮面女子会

#### 日本テレビ
- ゼロイチレギュラー
- グレート☆パパラッチ
- 笑わせたら福来たる

#### テレビ朝日
- 報道ステーションSUNDAY
- テレメンタリー
- びっくりぃむ（シリーポッター）レギュラー
- ここに写ってるの俺だよオレ！
- おそうじファイター
- EXD44
- 虎ノ門（生ナレーション）
- 災害対応インフォメーション
- スーパーJチャンネル
- 日本伝えばなし

#### TBS
- Nスタ（火〜金レギュラー）
- 記憶を未来へ伝える力（Nスタ特番）
- スーパーサッカー
- 午前零時の岡村隆史
- 報道特別番組　ご婚約へNスタSP！おめでとう！眞子さま　小室さん」
- ザ・ドリームマッチ（天の声）
- 奇跡ゲッター ブットバース!!（番組内 歌）

#### フジテレビ
- ポップUP!（月・火レギュラー）
- めざまし8（月〜金レギュラー）

#### テレビ東京
- 主治医が見つかる診療所レギュラー

#### NHK BS1
- 日本ダービー2017 知られざる戦い
- True Story 本当にあった物語〜恭兵とキョウヘイ〜
- BS世界のドキュメンタリー「ロヒンギャの民はいま〜バングラデシュ・孤島の難民キャンプ〜」（2023年3月6日）

#### NHK BSプレミアム
- 聞いて!夫のあるある
- 故郷ざわつきリサーチ
- 感動!おもてなしスペシャル

#### TOKYO MX
- SHIBUYA食堂

#### BS朝日
- 特等展望!ヨーロッパ鉄道紀行（レギュラー）

#### その他
- 美和ロックPresents 宮本隆治のあなたを守るこれからのセキュリティ（静岡朝日テレビ・BS朝日）
- CM大賞（青森朝日放送）
- 就職ナビ（北日本放送）
- 暗潮〜北の工作と失踪〜（TUTチューリップテレビ)

### TVCM
- シュープラザ
- バイオフィッター
- チヨダ（TVCM・インフォマーシャル）
- SBIホールディングス（インフォマーシャル）
- アディーレ法律事務所

### ボイスオーバー
テレビ朝日
- スーパーJチャンネル
- ちい散歩
- ワイド!スクランブル
- サンデースクランブル
- 報道ステーションSUNDAY
- 皇室特番
- ザ・スクープSPECIAL
- 特命調査隊
- スーパーモーニング
- 報道発 ドキュメンタリ宣言

TBS
- Nスタ
- 夢の扉+

日本テレビ
- 不可思議探偵団
- スター☆ドラフト会議
- 有吉反省会

テレビ東京
- 未来世紀ジパング

フジテレビ
- その顔が見てみたい
- ザ・ホスピタル

### VP
- ANA機内映像
- JAL機内CM
- 防衛省
- 法務省
- 環境省
- 総務省
- NTTコミュニケーションズ
- アサヒ飲料
- 豊海おさかなミュージアム
- 丸八真綿
- ぐるなび
- ダノン
- 地熱掘削技術
- 医学学会用映像
- 薬学シンポジウム用映像
- 災害時安否情報共有サービス
- ブランドコレクション
- とやま健康パーク
- 富山観光PR
- 各種住宅展示映像